# Окей

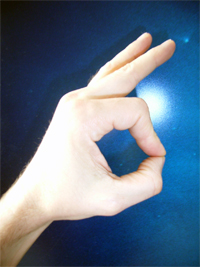
Жест «OK»

Оке́й (англ. Okay; произносится о ке́й; сокращённо обозначается Ok, O.k.; в русском написании «о’кей», «окей», O’key является неправильным написанием) — американское общеупотребительное выражение, ставшее международным, означающее согласие, «ладно», «да», «всё в порядке», «хорошо» или «правильно». Из Америки оно распространилось по всему миру. Это выражение используют для одобрения или подтверждения чего-либо; в качестве прилагательного это может означать ок, хорошо!.
Согласно ассоциации Global Language Monitor (GLM), наблюдающей и фиксирующей распространение слов английского языка по всему миру, «O.K.» является самым распространённым и общепризнанным словом на планете. Однако в некоторых местах его ни разу не слышали. По данным этой же компании, 23 марта 2014 года можно было отмечать 175-летний юбилей этого слова. Также в 2015 году слово «okay», «ok» стало самым употребляемым и известным словом в мире.

## Этимология
Так как выражение O.K. сегодня употребляется повсеместно, существуют различные мнения о его происхождении. Первое предположение заключается в том, что это выражение появилось для обозначения аббревиатуры выражения «oll korrect», которое появилось в качестве шутки (неправильное написание англ. all correct — «всё правильно») в бостонской газете в 1839 году. Согласно второму распространённому предположению, «O.K.» произошло от места рождения президента США Мартина Ван Бюрена — Киндерхук (англ. Kinderhook), штат Нью-Йорк. Ван Бюрен выбрал себе псевдоним Old Kinderhook, приведший к рекламному слогану «Old Kinderhook is O.K.» его кампании в 1840 году, распространяемому Демократической партией, членами которой были молодые и активные американцы. Ещё одна подобная гипотеза состоит в том, что президент США Эндрю Джексон употреблял это выражение при принятии административных решений. Он писал «all correct» как слышал или, сокращённо, «O.K.»
Также распространена версия о немецком происхождении. Корректоры, которым присылали статьи перед печатью в газетах, в случае отсутствия правок ставили на статье отметку «O.K.» — сокращение от «ohne Korrektur», то есть «без корректуры».
Существуют также менее распространённые, так называемые «фольклорные» версии происхождения «O.K.». К примеру, французы полагают, что это выражение возникло во время войны[какой?], когда в ежедневном рапорте о потерях писали «0 killed» («ноль убитых»), что для краткости стали произносить «O K» («Оу Кей»). Позже это выражение стало повсеместно использоваться английскими лётчиками во время Второй мировой войны, когда они сообщали на базу, что у них нет потерь и проблем с авиацией. По другой версии, «O.K.» происходит из современного греческого «ολα καλα», выражения, используемого греческими моряками и укладчиками рельсов в США, которые отмечали эти две буквы на рельсах, обозначая «всё в порядке, всё идёт хорошо» и т. п.
Жители Оклахомы утверждают, что «OK» произошло от сокращённого написания их родного штата, принятого во время одной предвыборной кампании. Также существует версия, что возникновение связано с появлением контейнерных морских перевозок. В обязанности портового грузчика входила маркировка контейнеров «всё в сохранности» (англ. All Keep), ошибочно сокращённая до OK.
Заслуживает внимания и тот факт, что в южных провинциях Франции среди языков и диалектов группы «ок» (окситанский язык, гасконское наречие, наречие провинции Лангедок) слово «ок» (пишется как «oc») — южнофранцузский вариант произнесения частицы «да», в противоположность северофранцузскому «ок ойль» (современное oui) — используется в значении «да», «хорошо». Возможно, что оно применялось как резолюция на документах, приказах и т. д. Если учесть события во Франции, Столетнюю войну с Англией, Фронду, множественные войны за престол между огромным количеством претендентов, привлекающих на свою сторону разные провинции, в том числе и южные, то можно допустить, что слово «ос» получило широкое распространение и несколько видоизменилось. Не стоит забывать, что гасконцы часто занимали высшие командные должности при короле, а подчинённые копировали своего начальника, включая его любимые слова и манеру подписывать документы. Гасконь также поддерживала связи с Англией, будучи в оппозиции к центральной власти. Этим путём слово «ос» («ok») могло попасть в Англию. Кроме того, Канада долгое время была французской колонией, следовательно, оттуда «ос» могло распространиться на североамериканский континент. Против этой версии свидетельствует только отличие в написании «ок» («oc», «langue d’oc»). Впрочем, так же легко можно представить, что англичане изменили написание этого слова, а поскольку в английском такого слова нет, они стали его произносить как «о-кей». Лишь в последнее время это слово стали трактовать как аббревиатуру, а в конце XX века оно часто писалось как «Ok», без точек.
Для невербальной передачи смысла слова «ОК» в Америке используется особый жест — пальцы поднятой кисти почти выпрямлены, а большой и указательный касаются подушечками, образуя кольцо (букву О).
Однако этот жест может быть воспринят как оскорбительный в Бразилии. Похожее сложение пальцев у них обозначает приглашение к половому акту в качестве пассивного партнера.